# Santi Francesi
I Santi Francesi, conosciuti fino al 2021 come The Jab, sono un duo musicale italiano composto da Alessandro De Santis e Mario Lorenzo Francese, vincitori della sedicesima edizione di X Factor.

## Storia

### 2016-2021: Gli esordi come The Jab e la partecipazione adAmici
Esordiscono come trio nei locali e nei festival in Piemonte con il nome The Jab, in seguito hanno pubblicato Regina, loro primo singolo che porta la band alla vittoria del Liga Rock Park contest e alla conseguente apertura del concerto di Luciano Ligabue al parco di Monza nel settembre 2016.
Dopo la pubblicazione di un altro singolo e una prima attività live, nel settembre 2017 hanno superato tutte le selezioni e partecipano alla diciassettesima edizione del talent show musicale Amici di Maria De Filippi, venendo eliminati prima di accedere alla fase serale del programma.
Il 12 luglio 2019 hanno pubblicato il loro album d'esordio, Tutti manifesti, da cui sono stati estratti i singoli Costenzo, Vaniglia, Lei e Bianca.
Il 2020 si è aperto con l'esperienza a Spaghetti Unplugged che li ha portati a suonare in un mini tour a Roma, Bologna e Milano. Nello stesso anno, il brano Birkenau, contenuto nell'album, viene scelto come parte della colonna sonora del docufilm La vera storia di Lidia Maksymowicz, produzione inerente al tema dell'Olocausto e andato in onda su Rai Storia. A metà 2020 incontrano il musicista e produttore DADE per lavorare al brano Giovani favolosi. Successivamente, il brano è stato inserito nella colonna sonora della terza stagione della serie italiana Summertime.
Nel 2021 vengono selezionati per partecipare al Festival Musicultura, superando le selezioni e diventando vincitori assoluti della XXXII edizione.

### 2021-presente: La partecipazione adX Factore al Festival di Sanremo
Nell'autunno del 2021 Davide Buono ha abbandonato il gruppo facendolo diventare un duo, così si ribattezzano come Santi Francesi, nome derivato dall'unione dei cognomi dei due componenti.
Nel 2022 hanno firmato un contratto di distribuzione con ADA Music Italy della Warner Music Italy e il 25 marzo hanno pubblicato il primo singolo come Santi Francesi, Signorino. Il 6 maggio dello stesso anno hanno pubblicato il singolo Buttami giù. Nell'autunno del medesimo anno hanno superato le selezioni della sedicesima edizione di X Factor presentandosi con l'inedito Non è così male, che li ha porta fino alla finale dell'8 dicembre 2022, venendo proclamati vincitori del talent show con il loro coach Rkomi. Il 12 dicembre esce su tutte le piattaforme il primo EP, In fieri, seguito nel gennaio 2023 dal tour Santi Francesi in tour. Il 16 giugno hanno pubblicato il singolo La noia.
A dicembre 2023, sono stati tra i dodici finalisti di Sanremo Giovani 2023 con il brano Occhi tristi; piazzandosi tra i primi tre, acquisiscono il diritto di partecipare al Festival di Sanremo 2024, portando in gara il brano L'amore in bocca, classificandosi poi diciottesimi.
Nel mese di marzo 2024 hanno presentato il progetto Piccole Liturgie Musicali, un mini tour comprensivo di quattro date nelle chiese sconsacrate di Milano e Napoli, sold out dopo poche ore dall'annuncio. Il 14 giugno è uscito il singolo Tutta vera. Dal 21 giugno al 31 agosto si è svolto il tour estivo Santi Francesi Tour estivo, seguito dal tour quello autunnale Club tour 2024 dal 20 novembre al 13 dicembre. Il 18 ottobre hanno pubblicato il singolo Ho paura di tutto, che ha anticipato il secondo EP Potrebbe non avere peso, in uscita l'8 novembre successivo.

## Formazione

### Formazione attuale
- Alessandro De Santis – voce, chitarra, ukulele (2015-presente)
- Mario Lorenzo Francese – tastiera, sintetizzatore, basso, cori (2015-presente)

### Componenti dal vivo
- Daniel Fasano – batteria (2022-presente)

### Ex componenti
- Davide Buono – batteria (2015-2021)

## Discografia

### Come The Jab
Album in studio
- 2019 – Tutti manifesti

Singoli
- 2016 – Regina
- 2016 – Polvere
- 2018 – Elena
- 2018 – Costenzo
- 2018 – Vaniglia
- 2019 – Lei
- 2019 – Bianca
- 2021 – Giovani favolosi

### Come Santi Francesi
EP
- 2022 – In fieri
- 2024 – Potrebbe non avere peso

Singoli
- 2022 – Signorino
- 2022 – Buttami giù
- 2022 – Non è così male
- 2023 – La noia
- 2023 – Occhi tristi
- 2024 – L'amore in bocca
- 2024 – Tutta vera
- 2024 – Ho paura di tutto

Collaborazioni
- 2024 – Non stai bene (Levante feat. Santi Francesi, dall'album Manuale distruzione - 10 anni dopo)

## Tournée
- 2023 – Santi Francesi in tour
- 2024 – Santi Francesi tour estivo
- 2024 – Club tour 2024

## Partecipazioni a manifestazioni canore
- Festival di Sanremo (Rai 1)
  - 2024 – 18º posto con L'amore in bocca
- Sanremo Giovani (Rai 1)
  - 2023 – 2º posto con Occhi tristi